# Heritage Square (métro de Los Angeles)
Heritage Square est une station du métro de Los Angeles desservie par les rames de la ligne A et située à Montecito Heights, quartier de Los Angeles, en Californie.

## Localisation
Station du métro de Los Angeles en surface, Heritage Square est située sur la ligne A près de l'intersection de Pasadena Avenue et de French Avenue à la jonction des quartiers Cypress Park (en), Lincoln Heights et Montecito Heights, au nord-est du centre-ville de Los Angeles.

## Histoire
Heritage Square est mise en service le 26 juillet 2003, lors de l'ouverture de la ligne L.

## Service

### Accueil

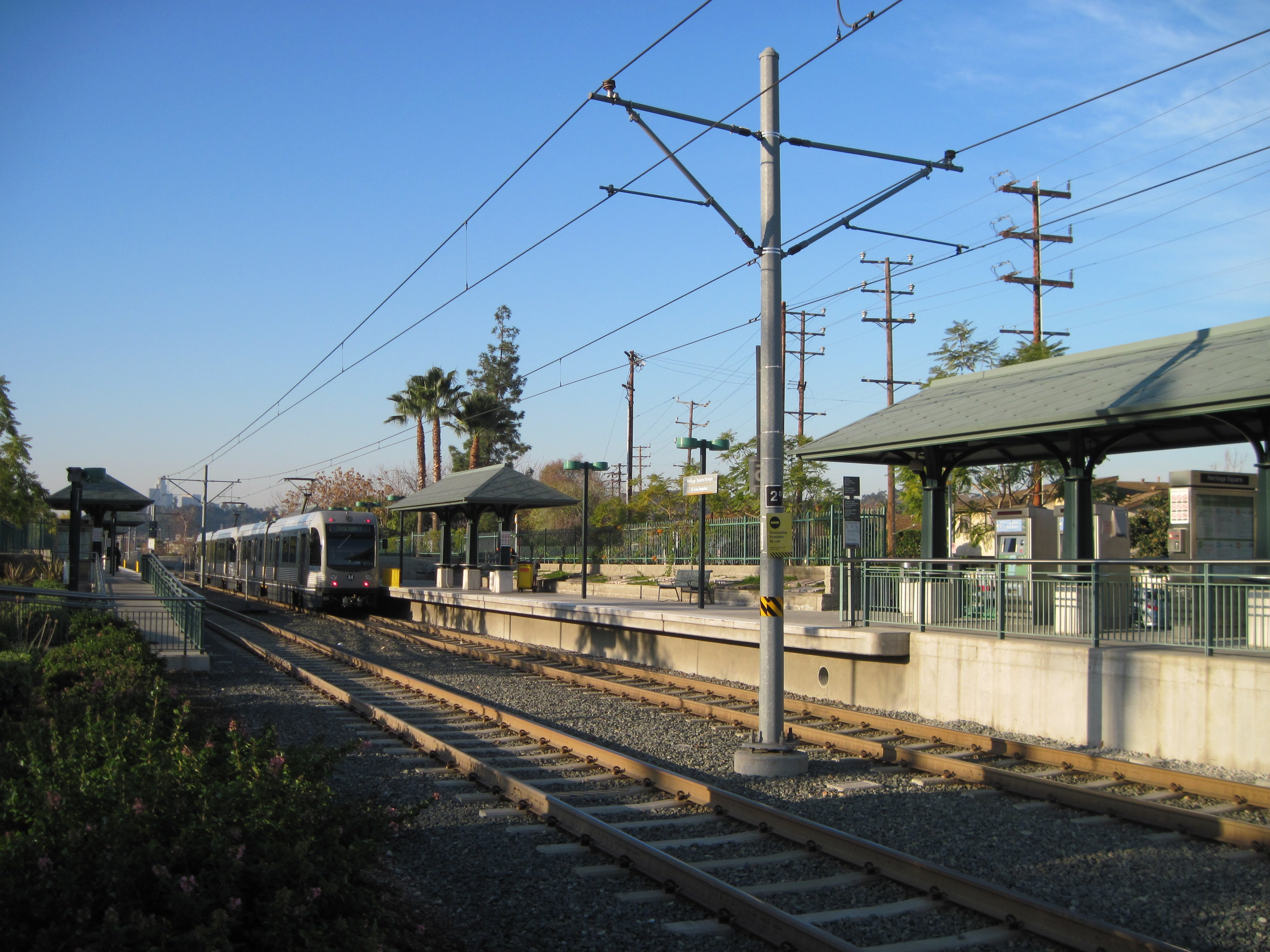
La station.
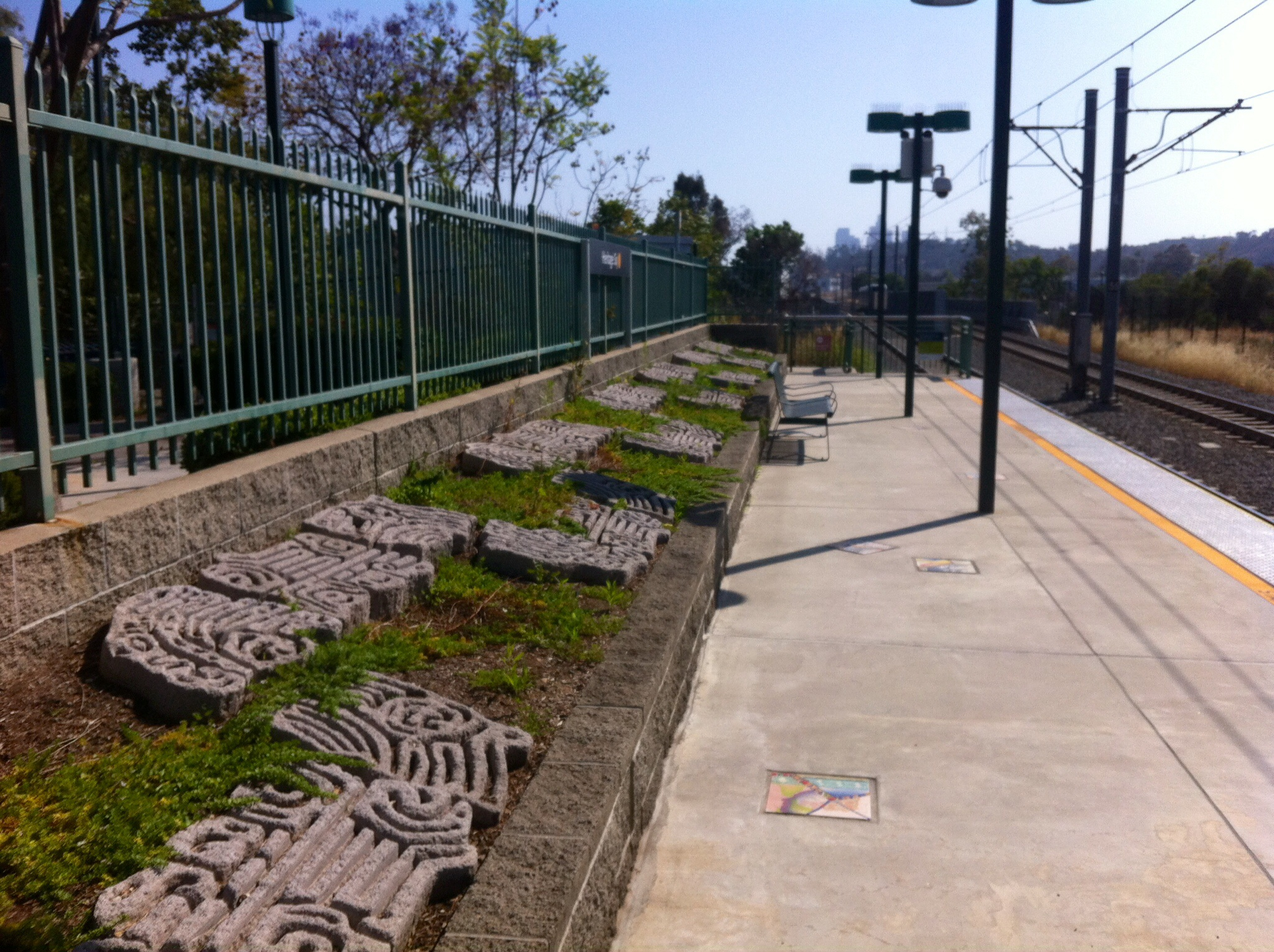
Aperçu des installations artistiques de Roberto Delgado.
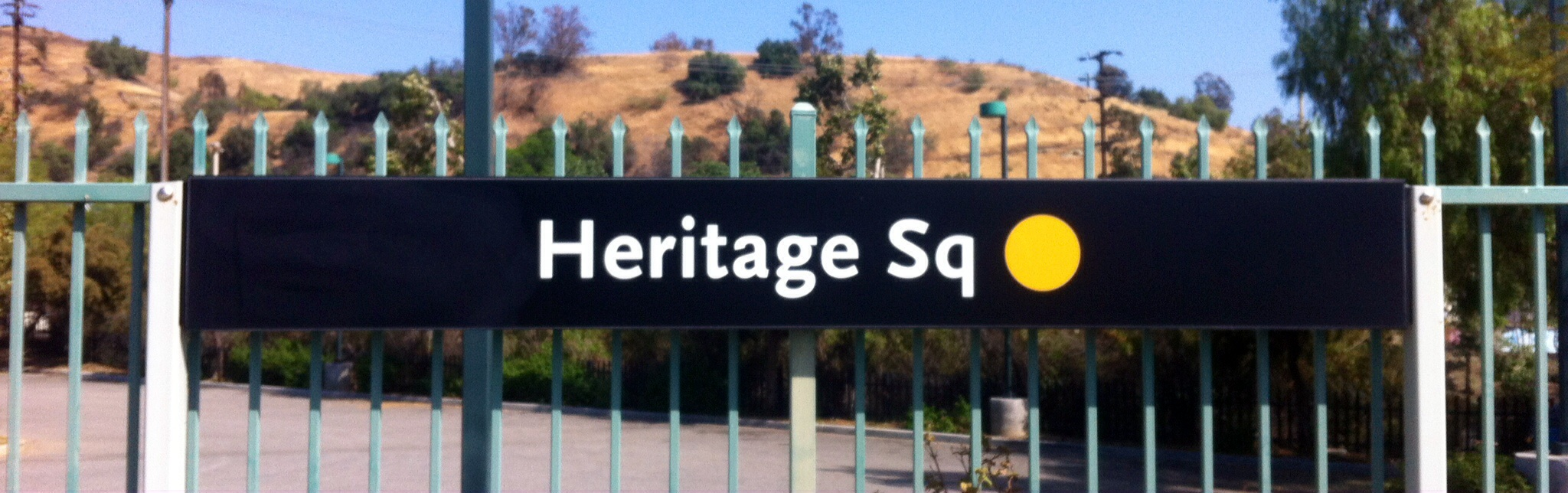
Signalétique.

### Desserte
Située dans le quartier de  Montecito Heights, elle est à proximité de l'Heritage Square Museum (en).

### Intermodalité
La station est desservie par la ligne d'autobus 83 de Metro.

## Architecture et œuvres d'art
La station de Heritage Square comprend deux œuvres dénommées El Quetzalcoatl de Xochicalco et Le Gente del Pueblo, signées par l'artiste Roberto Delgado.